# El paraíso perdido
El paraíso perdido (Paradise Lost en inglés) es un poema narrativo de John Milton (1608-1674), publicado en 1667. Se lo considera un clásico de la literatura inglesa y ha dado origen a un tópico literario muy difundido en la literatura universal.
Está dividido en doce libros y sobrepasa los 10 000 versos escritos sin rima. El poema es una epopeya acerca del tema bíblico de la caída de Adán y Eva. La obra trata, fundamentalmente, sobre el problema del mal y el sufrimiento en el sentido de responder a la pregunta de por qué un Dios bueno y todopoderoso decide permitirlos cuando le sería fácil evitarlos.[cita requerida]
Milton comienza expresando el fin de «justificar los caminos de Dios» respondiendo a través de una descripción psicológica de los principales protagonistas del poema: Dios, Adán, Eva y el Diablo, cuyas actitudes acaban por revelar el mensaje esperanzador que se esconde tras la pérdida del paraíso original. En el poema, el cielo y el infierno representan estados de ánimo antes que espacios físicos. 
La obra comienza en el infierno (descrito mediante referencias a la permanente insatisfacción y desesperación de sus habitantes), desde donde Satanás (definido por el sufrimiento) decide vengarse de Dios de forma indirecta, esto es, a través de los seres recién creados que viven en un estado de felicidad permanente.
En 1671 Milton publicó El paraíso recobrado, un poema en cuatro libros en el que continúa la épica satánica del primer poema, pero centrado esta vez en los fracasados esfuerzos del diablo por tentar a Jesús durante su estancia en el desierto.

## Personajes principales
- Satanás: Satanás es el primer personaje importante introducido en el poema. Lucifer, un ángel hermoso, es una figura trágica que se describe mejor por sus propias palabras: «Mejor reinar en el Infierno que servir en el Cielo». Fue confinado al infierno después de una rebelión fallida por el control de los Cielos de Dios. El deseo de Satanás de rebelarse se debe a su falta de voluntad para aceptar que no todos los seres merecen la libertad, declarando que los ángeles son seres autónomos, y eliminando así la autoridad de Dios sobre ellos como su creador.

Se presenta como un personaje carismático y persuasivo. Satanás se manifiesta por primera vez cuando presenta argumentos a sus ángeles seguidores de por qué se debe tratar de derrocar a Dios. Él sostiene que deberían tener los mismos derechos que Dios, y que el Cielo es una monarquía injusta. El papel de Satanás como una fuerza impulsora en el poema ha sido objeto de mucho debate académico. Las posiciones van desde puntos de vista como el de William Blake, quien afirmó que Milton «escribió encadenado acerca de los ángeles y Dios, y en libertad, cuando de diablos y demonios; porque fue un verdadero poeta y del partido del Diablo sin saberlo»; a las interpretaciones críticas, como la de William H. Marshall, quien ve el poema como un cuento sobre la moral cristiana.
- Adán: Adán es el primer ser humano en el Edén creado por Dios. De las preguntas que hace el arcángel Rafael, está claro que Adán tiene una profunda curiosidad intelectual. Se trata de una especie de curiosidad que Eva no tiene. A diferencia de la versión bíblica de Adán, en este libro se da a Adán una visión del futuro de la humanidad (esto incluye una sinopsis de las historias del Antiguo y Nuevo Testamento), por el arcángel Miguel, antes de que él tenga que dejar el paraíso.

- Eva: Eva es la segunda persona creada, tomada de una de las costillas de Adán, y se conforma en una forma femenina de Adán. En un sentido positivo (dependiendo de su punto de vista), es el modelo de una buena mujer, fiel, amorosa y sometida a su pareja (por libre voluntad de ella). Ella conoce a Adán, que se aleja de su imagen cuando se conocen, confiando en la autoridad de Adán en su relación hasta que ella se ve influenciada por Satanás. Ella es muy hermosa, y su belleza no sólo obsesiona a Adán, sino también a sí misma.

- El Hijo de Dios: El Hijo de Dios en el paraíso Perdido es Jesucristo, aunque nunca se nombra explícitamente, ya que no ha entrado aún en forma humana. El Hijo es muy poderoso e idealmente heroico; logra derrotar a Satanás y sus seguidores cuando se rebelan contra Dios y los arroja al infierno. Sin embargo, su verdadero papel en la obra es el del futuro redentor que salvará a la humanidad de Satanás, cuando se ofrece voluntariamente para redimir a la humanidad del pecado que cometerá Adán.

- Dios el Padre: Dios el Padre es el creador del Jardín del Edén, el Cielo, el Infierno, y de cada uno de los personajes principales. Si bien es representado como pomposo, irascible, egoísta y desagradable; es un ser todopoderoso y omnisciente que no puede ser derrocado por un tercio de los ángeles de Satanás incitados contra él. El poema retrata el proceso de Dios de la creación en la forma en que Milton creía que se hizo: que Dios creó el Cielo, la Tierra, el infierno, y todas las criaturas que habitan en estos planos separados de la parte de sí mismo, no de la nada. Por lo tanto, de acuerdo con Milton, la máxima autoridad de Dios se deriva de ser el «autor» de la Creación. Satanás trata de justificar su rebelión al negar este aspecto de Dios y reclamar la libre creación, pero admite que él no es el caso, y que Dios «no merecía el retorno / de mí, a quien Él creó lo que era».

- Rafael: Rafael es un arcángel que es enviado por Dios para advertir a Adán sobre la infiltración de Satanás en el Edén, e informar que Satanás va a tratar de provocar la caída de Adán y Eva.

- Miguel: Después de que Adán y Eva desobedecen a Dios al comer del Árbol del Conocimiento, Dios envía al arcángel Miguel a visitar a Adán y Eva. Su deber es acompañar a Adán y Eva fuera del paraíso. Pero antes que esto suceda, Miguel muestra a Adán visiones del futuro que cubren un esbozo de la Biblia, de la historia de Caín y Abel en Génesis, a través de la historia de Jesús en el Nuevo Testamento. En la novela también se le describe como el rival de Satanás en las batallas que se realizan en el Cielo, así como el encargado de expulsarlo. Se destaca especialmente en la lucha de argumentos que tiene con el príncipe de las tinieblas justificando el gobierno de Dios y por qué someterse a este.

Entiéndase que todos los personajes atienden a una simulación holográfica creada a partir de la misma "creación".

## Estructura

### Presentación de Satanás

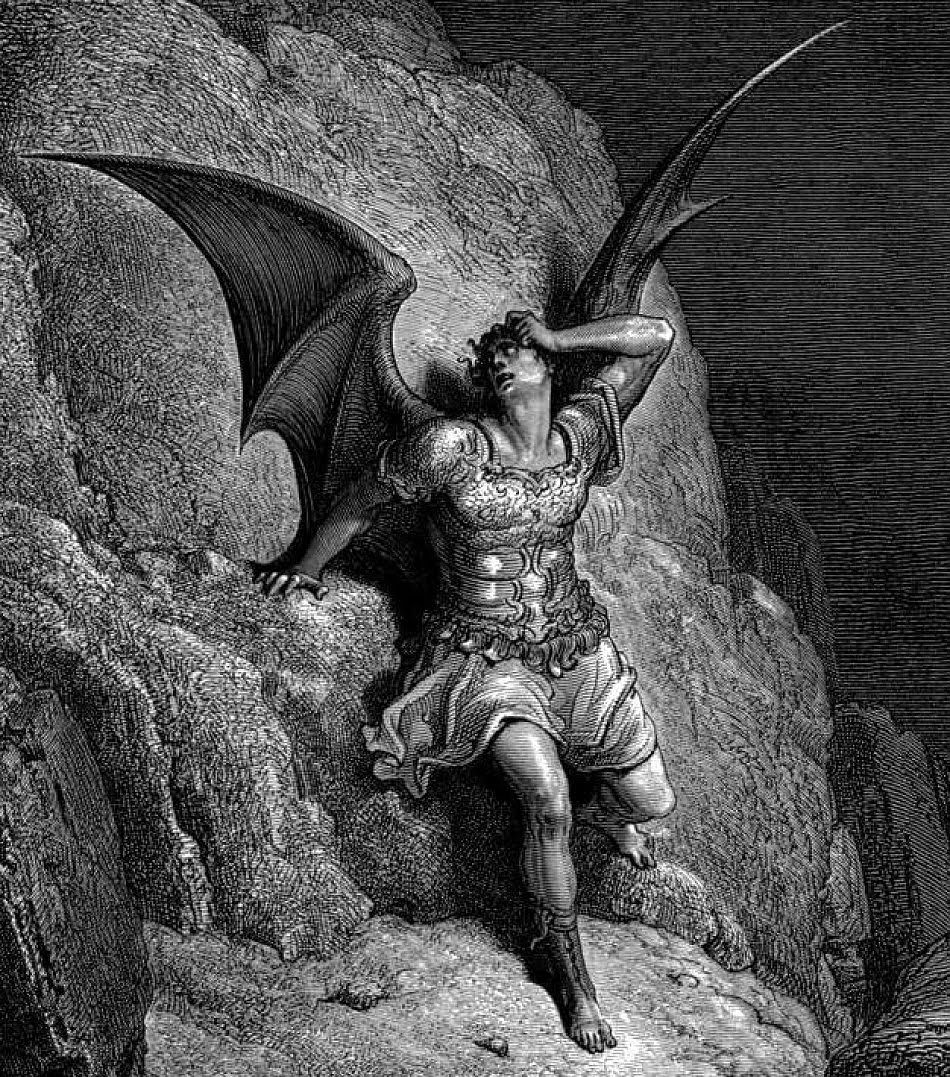
Lucifer, protagonista de El Paraíso perdido, dibujado por Gustave Doré.

Milton era parte del movimiento puritano. Al principio del poema se expone su asunto: la caída del hombre en el pecado. Tras esto, se narra la historia de Satanás, el más bello de los ángeles, que antes de la creación del mundo encabezó una rebelión de ángeles contra Dios, por lo cual este le expulsa a él y a su séquito del Cielo y los condena a permanecer en un lugar terrible llamado Infierno. Allí, Satanás arenga a sus fieles para vengarse de Dios, pero no con la fuerza, sino a través de la astucia y el engaño. Y para ello dispone que se utilice a una futura criatura suya, el hombre:

-¡Oh, millares de espíritus inmortales!! ¡Oh, potestades a quienes sólo puede igualarse el Todopoderoso! Aquel combate no careció de gloria, por más que su resultado fuera desastroso, como lo atestiguan esta mansión y este terrible cambio que me es odioso expresar. [...] De hoy más, ya conocemos su poder como conocemos el nuestro, de modo que no provoquemos ni rehuyamos con temor cualquier guerra a que se nos provoque. El mejor partido que nos queda es el de emplear nuestras fuerzas en un secreto designio: el de obtener por medio de la astucia y del artificio lo que la fuerza no ha alcanzado, a fin de que en adelante sepa por lo menos que un enemigo vencido por la fuerza sólo es vencido a medias.

### Adán, Eva y el árbol del conocimiento del Bien y el Mal

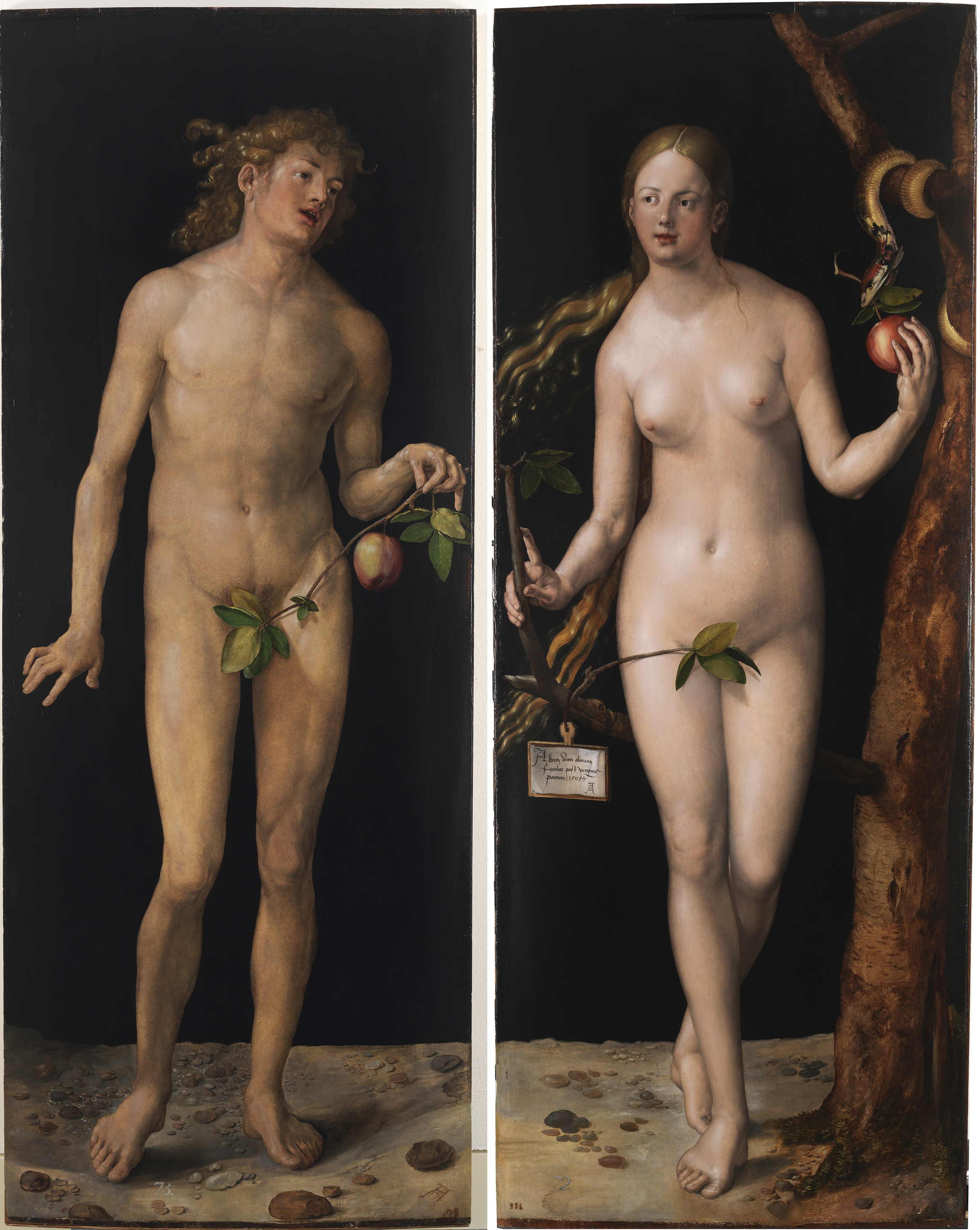
Albrecht Dürer, Adán y Eva, 1507.

Satanás se encarga de ir él solo a descubrir el antiguo mundo; Dios lo ve y se lo enseña a su Hijo, al que le explica que el hombre va a ser culpable, por lo cual el Hijo se presenta voluntario para expiar con su muerte el pecado del hombre. Satanás explora el nuevo mundo, que es descrito al lector, y averigua dónde está la morada del hombre, la nueva creación divina. Allí contempla, admirado, la perfección de su forma, y averigua la prohibición que pesa sobre Adán y Eva, primeros seres humanos, de comer el fruto del árbol del conocimiento del bien y del mal.

Adán, el primero de los hombres, al dirigir estas frases a Eva, la primera de las mujeres, hizo que Satanás aguzara los oídos para escuchar las palabras de aquella nueva lengua:
-¡Oh, mi dulce compañera, única con quien comparto todos estos placeres, y a quien amo más que a ellos!
Preciso es que el poder que nos ha hecho, y que ha hecho para nosotros este vasto mundo, sea infinitamente bueno, tan generoso como bueno, y asimismo tan liberal en su bondad como infinito. Él nos ha sacado del polvo y nos ha colocado aquí, en medio de toda esta felicidad, cuando por nuestra parte no hemos merecido nada de su mano, ni podemos hacer nada de que pueda Él tener necesidad: no exige de nosotros otra cosa que un solo deber, una fácil obligación; que de todos cuantos árboles producen en el paraíso frutos variados y deliciosos, nos abstengamos únicamente de tocar el árbol del conocimiento del bien y del mal, plantado cerca del árbol de la Vida: ¡tan cerca de la vida crece la muerte! ¿Y qué es la muerte? Alguna cosa terrible, sin duda; porque, como tú no ignoras, Dios ha dicho que tocar el árbol del conocimiento del bien y del mal es lo mismo que morir. Esta es la única prueba de obediencia que nos ha impuesto entre tantas facultades de poder y soberanía como nos ha conferido.

### Adán y Eva desobedecen a Dios
Dios, atento a lo que sucede en el paraíso, envía al arcángel Rafael para exhortar a Adán y Eva a la obediencia y prevenirles de la trama de Satanás; además, cuenta con detalle de la historia del ángel caído. Satanás ha regresado al paraíso en forma de serpiente, y cuando encuentra a Eva sola, le explica que tiene el don de hablar gracias al fruto de un árbol. Conduce a ese árbol a Eva, que reconoce el árbol del conocimiento del bien y del mal; con argucias y mentiras fomenta dudas en Eva:

-En resumen, ¿qué es lo que nos prohíbe conocer? ¿Nos prohíbe el bien, nos prohíbe ser sabios?... Semejantes prohibiciones no deben ligarnos... Pero si la muerte nos rodea con las últimas cadenas, ¿de qué nos servirá nuestra libertad interior? El día en que lleguemos a comer de ese hermano fruto moriremos; tal es nuestra sentencia... ¿Ha muerto, por ventura, la serpiente?  Ha comido, y vive, y conoce, y habla, y raciocina, y discierne, cuando hasta aquí era irracional. ¿No habrá sido inventada la muerte más que para nosotros solos? ¿O será que ese alimento intelectual que se nos niega esté reservado solamente a las bestias? Pero el único animal que ha sido el primero en probarlo en lugar de mostrarse avaro de él, comunica con gozo el bien que le ha cabido, cual consejero no sospechoso, amigo del hombre e incapaz de toda decepción y de todo artificio. ¿Qué es, pues, lo que temo? ¿Acaso sé lo que debo hacer en la ignorancia en que me encuentro del bien y del mal, de Dios o de la muerte, de la ley o del castigo? Aquí crece el remedio de todo; ese fruto divino, de aspecto agradable, que halaga el apetito, y cuya virtud comunica la sabiduría. ¿Quién me impide que lo coja y alimente a la vez el cuerpo y el alma?
Diciendo esto, su mano temeraria se extiende en hora infausta hacia el fruto: ¡lo arranca y lo come! La Tierra se sintió herida; la naturaleza, conmovida hasta sus cimientos, gime a través de todas sus obras y anuncia por medio de señales de desgracia que todo estaba perdido.
La culpable serpiente se oculta en una maleza, y bien pudo hacerlo; porque Eva, embebecida completamente en la fruta, no miraba otra cosa. Le parecía que hasta entonces no había probado nada tan delicioso; ya porque su sabor fuera realmente así, o porque se lo imaginara en su halagüeña esperanza de un conocimiento sublime; su divinidad no se apartaba de su pensamiento. Ávidamente y sin reserva devoraba la fruta ignorando que tragaba la muerte. Satisfecha al fin, exaltada, cual si lo fuera por el vino, alegre y juguetona, plenamente satisfecha de sí misma, habló de esta suerte:
-¡Oh, rey de todos los árboles del paraíso, árbol virtuoso, precioso, cuya bendita operación es la sabiduría!

### Expulsión del paraíso
Tras probar la fruta, se la lleva a Adán para que él también pruebe. Adán, pese a reprochar a Eva su desobediencia, come de la fruta, porque su amor por Eva hace que quiera compartir su suerte.
Al conocer Dios la caída en el pecado de desobediencia de sus criaturas, envía al arcángel Miguel para que les comunique su expulsión del paraíso y que Dios acepta las súplicas que ha hecho Adán de posponer su muerte. Antes de la expulsión definitiva, Miguel explica a la pareja el futuro y destino de la humanidad, dominado por el esfuerzo y el sufrimiento a causa de su pecado original, y les muestra el mundo que van a habitar ellos y sus descendientes:

Del costado de Miguel pendía, como un resplandeciente zodiaco, la espada, terror de Satanás, y en su mano llevaba una lanza. Adán le hizo una profunda reverencia; Miguel, en su regio continente, no se inclinó, sino que explicó desde luego su venida, de esta manera:
-Adán, ante la orden suprema de los cielos, es superfluo todo preámbulo; bástete saber que han sido escuchados tus ruegos y que la muerte que debías sufrir, según la sentencia, en el momento mismo de tu falta, se verá privada de apoderarse de ti durante los muchos días que se te conceden para que puedas arrepentirte y resarcir por medio de buenas obras un acto culpable. Entonces será posible que, aplacado tu Señor, te redima completamente de las avaras reclamaciones de la muerte. Pero no permite que habites por más tiempo este paraíso; he venido para hacerte salir de él y enviarte fuera de este jardín a labrar la tierra de la que fuiste sacado y el suelo que más te conviene.

## Recepción e impacto cultural
Se completó en la aldea de Chalfont St Giles cuando en 1665 Milton salió de Londres para escapar de la gran peste de Londres y se publicó en 1667. El paraíso perdido ha tenido una importante recepción, siendo continuamente comentado y traducido durante la Ilustración europea del siglo XVIII. En él se basó Gottfried Van Swieten para escribir el texto que serviría de base a la composición La creación, de Joseph Haydn, un importante oratorio que recoge la primera parte del texto de Milton. Termina con la creación de Adán y Eva y sus alabanzas a Dios, sin presentar los episodios posteriores que llevarán a la pérdida del paraíso.
Por otra parte, la conveniencia de traducir o no este texto generó un importante debate en la Ilustración en lengua alemana. Así, mientras los ilustrados más estrictos, como Johann Christoph Gottsched, se oponían a ello, por tratarse de un texto lleno de elementos sobrenaturales y fantasiosos, los ilustrados suizos Johann Jakob Bodmer y Johann Jakob Breitinger van a abogar por su traducción, admirando la fuerza del texto. También prerrománticos como Johann Gottfried Herder o románticos como François-René de Chateaubriand van a mostrarse fascinados por este texto. En la novela Frankenstein o el moderno Prometeo de Mary Shelley, es uno de los libros leídos por el Monstruo  -quien acaba por identificarse con Satán- en su refugio.
La Santa Sede vetó la lectura de la obra a los católicos en la tardía fecha de 1732, siendo incluida en el Índice de Libros Prohibidos mediante decreto de la Sagrada Congregación del Índice y permaneciendo en el Index hasta su edición del año 1900.
Ya en el siglo XX, novelistas como Cees Nooteboom han rendido homenaje a esta obra. En el caso del holandés se trata de Perdido el paraiso.
El cantante Nick Cave con su banda The Bad Seeds se inspiró en uno de sus versos para componer una de sus canciones más famosas: Red Right Hand.
La banda de rock brasileña Charlie Brown Jr., en la canción "Pontes indestrutíveis" hace una referencia al paraíso perdido.
El grupo español Sidonie, utiliza la cita "es mejor reinar en el infierno que servir en el cielo", en su canción "Todo lo que nos gusta".
El músico británico David Gilmour, su cuarto álbum de estudio llamado Rattle That Lock, está basado en el segundo libro, mientras que el video musical de la canción homónima es una representación de las ilustraciones del segundo libro
El grupo español de animación y música Destripando la Historia hizo un corto de animación y una canción basada en el personaje Satán de El paraíso perdido.